# Eliot (Maine)
Eliot è un comune degli Stati Uniti d'America, situato nella Contea di York nello Stato del Maine.
Il comune copre un'area di circa 55,1 chilometri quadrati di cui 51,1 di territorio vero e proprio e 4 di acque interne.